# 서장대로
서장대로 (Seojangdae-ro)는 경상남도 진주시 판문동 에서 신안동를 잇는 경상남도의 도로이다.

## 주요 경유지
경상남도
- 진주시 (판문동 . 이현동 . 신안동)

## 노선
| 이름                  | 접속 노선                 | 소재지 | 소재지 | 비고 |
| --------------------- | ------------------------- | ------ | ------ | ---- |
| (이름없음)            | 판문로                    | 진주시 | 판문동 |      |
| 서진주 나들목         | 제35호선 통영대전고속도로 | 진주시 | 판문동 |      |
| 서진주터널            |                           | 진주시 | 판문동 |      |
|                       | 이현동                    | 진주시 |        |      |
| 서진주IC 교차로       | 순환로676번길             | 진주시 |        |      |
| 촉석초교사거리        | 평거로                    | 진주시 |        |      |
| 유현2교               |                           | 진주시 |        |      |
| 유현 교차로           | 진주대로                  | 진주시 |        |      |
| 나불천복개도로 교차로 | 진양호로                  | 진주시 | 신안동 |      |
| (이름없음)            | 남강로                    | 진주시 | 신안동 |      |

## 주요 시설및 건물
- 한국도로공사 서진주영업소 (서장대로 44/판문동 산 254-6)
- SK에너지 하얀100주유소 (서장대로 181/이현동 338-6)
- 농협 진주서부농협 클린주유소 (서장대로 215/이현동 7-10)
- 파리바게트 진주이현점 (서장대로 267/이현동 13-38)
- 새마을금고 봉곡새마을금고 이현지점 (서장대로 271/이현동 13-51)
- GS25 서진주점 (서장대로 280/이현동 23-1)
- 이마트24 진주이현IC점 (서장대로 294/이현동 23-17)